# 全国保健師活動研究会
全国保健師活動研究会（ぜんこくほけんしかつどうけんきゅうかい）は、1969年1月に発足した保健師（当時、保健婦）の自主的研究組織であり、発足当時の名称は自治体に働く保健婦のつどいであった。1998年に全国保健師活動研究会と名称を変更し、年に1回、全国保健師活動研究集会の開催などを開催している。

## 活動内容
学会とは異なる実践を重視した、専門職による自主的な研修・研究会であり、活動報告や経験交流等を目的とした集会（つどい）の開催、公衆衛生関連の出版、保健師活動に関する資料の保存（保健婦資料館の設置・運営）、政策提言などを行っている。

## 関連する出版物・公表作品
- 自治体に働く保健婦のつどい編『公衆衛生を住民の手に : 公衆衛生と「地域保健法」』やどかり出版 , 1995年
- 自治体に働く保健婦のつどい・松下拡他編著『公衆衛生における保健婦の役割 : 保健婦ハンドブック  』日本看護協会出版会 , 1995年
- 五十嵐松代著、新潟県自治体に働く保健婦のつどい・自治体に働く保健婦のつどい編『 ごうたれ保健婦マツの活動 : 五十嵐松代の歩み』やどかり出版 , 1994年
- 自治体に働く保健婦のつどい編『土曜会に参加した保健婦たち』自治体に働く保健婦のつどい , 1993年
- 『公衆衛生ジャーナルさるす』（機関誌、1988年～2005年29号迄、やどかり出版）
- 『ＰＨＮブックレット』（萌文社）

1983年から1992年にかけて出版された『公衆衛生実践シリーズ』（医学書院、全11巻）の刊行に取り組んだ。
本組織の創成に関わった前田黎生（まえだ・あけみ）をとりあげたドキュメンタリー映画『日本の保健婦さん―前田黎生・95歳の旅路―』が2015年に公開されている。

## 保健婦資料館
長野県穂高町にある、保健師の活動の歴史研究、資料保存、実践継承の場として2001年に開設された施設。

## 全国保健師活動研究集会（旧、自治体に働く保健婦のつどい）の一覧
毎年開催されている研究報告、活動・経験交流、意見交換等を目的とした集会。
|                            | 回   | 開催年 | 開催地 | テーマ等                 |
| -------------------------- | ---- | ------ | ------ | ------------------------ |
| 全国保健師活動研究集会     | 55   | 2023   | 東京   |                          |
| 全国保健師活動研究集会     | 54   | 中止   | 中止   | 中止                     |
| 全国保健師活動研究集会     | 53   | 中止   | 中止   | 中止                     |
| 全国保健師活動研究集会     | 52   | 2020   | 京都   |                          |
| 全国保健師活動研究集会     | 51   | 2019   | 京都   |                          |
| 全国保健師活動研究集会     | 50   | 2018   | 東京   |                          |
| 全国保健師活動研究集会     | 49   | 2017   | 東京   |                          |
| 全国保健師活動研究集会     | 48   | 2016   | 大阪   |                          |
| 全国保健師活動研究集会     | 47   | 2015   | 名古屋 |                          |
| 全国保健師活動研究集会     | 46   | 2014   | 横浜   |                          |
|                            |      |        |        |                          |
|                            |      |        |        |                          |
| 自治体に働く保健婦のつどい | 31   | 1999   | 横浜   | 介護保険と保健師活動など |
| 自治体に働く保健婦のつどい |      |        |        |                          |
| 自治体に働く保健婦のつどい |      |        |        |                          |
| 自治体に働く保健婦のつどい |      |        |        |                          |
| 自治体に働く保健婦のつどい | 7-10 |        | 東京   |                          |
| 自治体に働く保健婦のつどい | 5-6  |        | 京都   |                          |
| 自治体に働く保健婦のつどい | 1-4  |        | 名古屋 |                          |